# Cycle de Baal

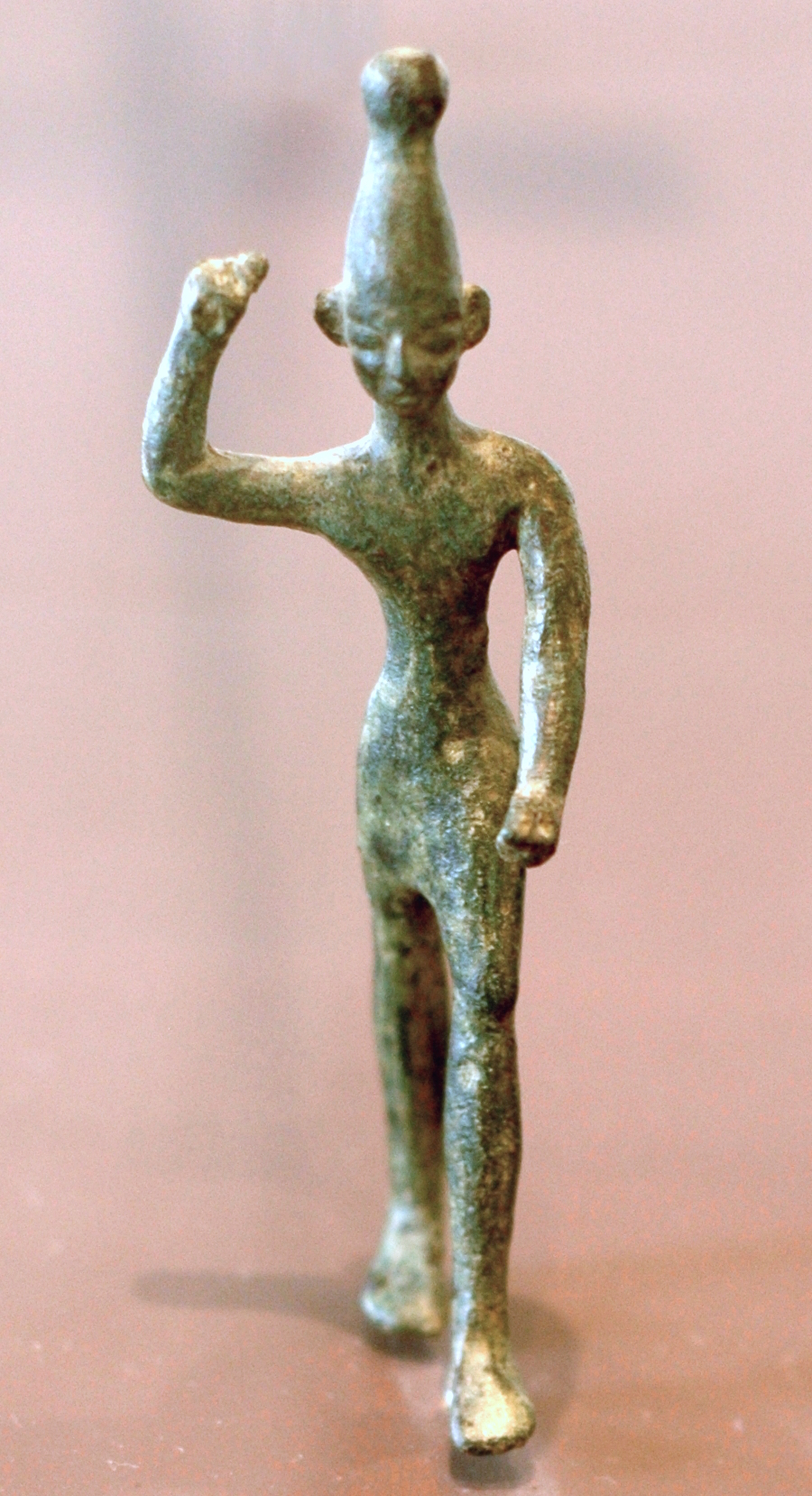
Baal au bras levé (tenant le foudre), statuette du XIVe siècle-XIIe siècle av. J.-C. trouvée à Ras Shamra, musée du Louvre

Le Cycle de Baal est un ensemble de textes de la mythologie ougaritique. Il est constitué d'un groupe de six tablettes retrouvées dans un état fragmentaire dans la « maison du Grand Prêtre », qui forment un ensemble cohérent décrivant l'ascension du dieu Baal à la royauté des Dieux. Il a été rédigé par un scribe du nom d'Ilou-milkou, qui vivait sous le règne de Niqmaddou II. On ne dispose actuellement que de la moitié du récit.

## Récit
La première partie du Cycle est inconnue car elle n'a pas pu être reconstituée. Le premier combat que livre Baal l'oppose à Yam, le Dieu de la Mer. Il commence par la décision d'El de laisser sa royauté à un successeur, et il désigne Yam. Baal s'oppose à cela, et c'est pourquoi Yam exige qu'on le lui livre. Ce dernier, après avoir résisté, se retrouve alors captif chez son ennemi. Il reçoit alors l'aide du dieu Kothar, qui lui fabrique deux massues pour l'aider à combattre Yam. La première assomme le dieu de la Mer, puis la seconde l'achève.
Après son succès, Baal est proclamé Roi des Dieux. Il exige donc la construction d'un grand palais digne de son nouveau statut, et la construction de celui-ci sur le mont Saphon (l'actuel Jabal Aqra) couvre la partie suivante du récit.

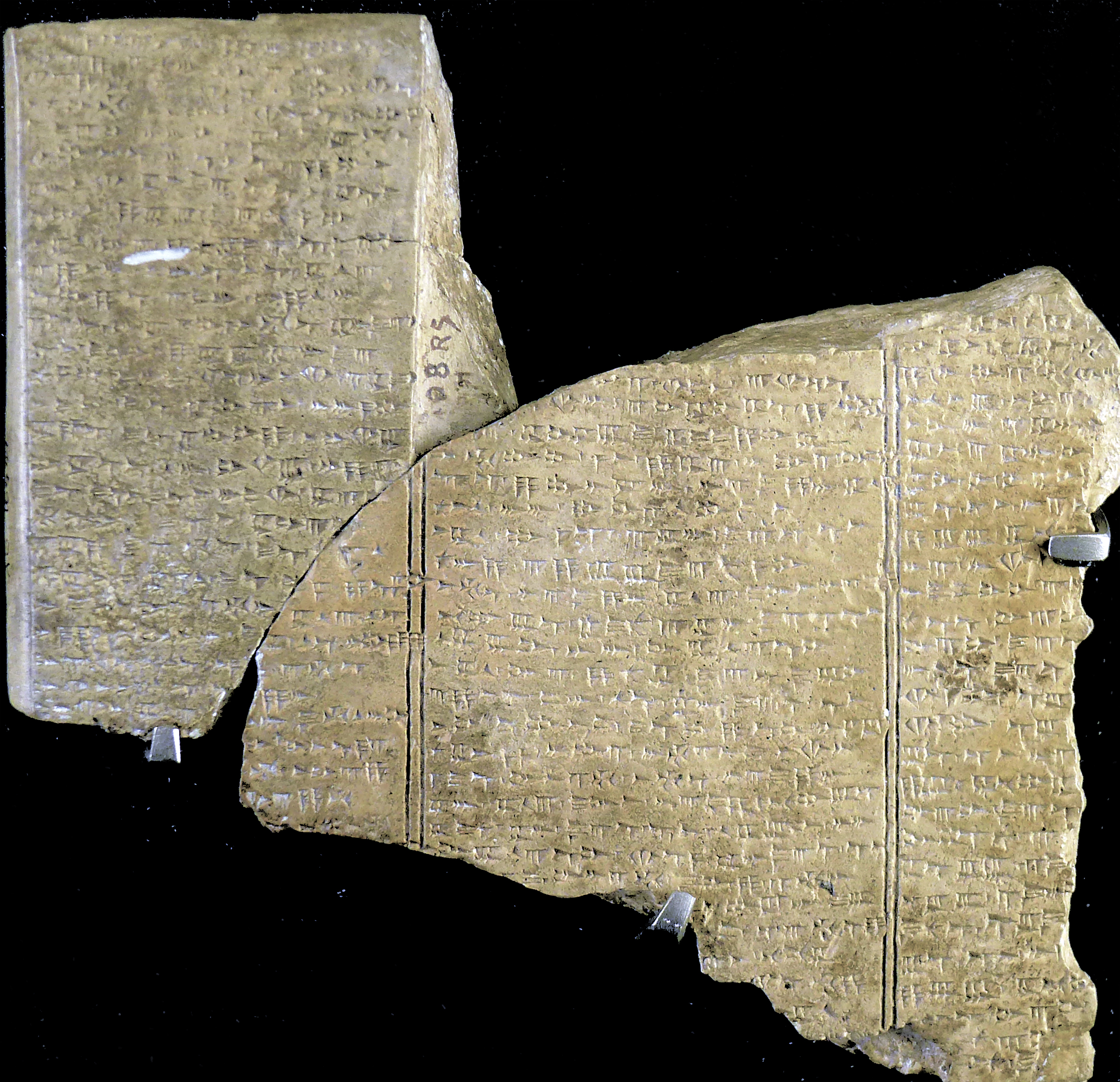
Cycle de Ba'al : Ba'al et la Mort - Louvre, AO1641 et AO16642

Une fois ce palais achevé, Baal donne une fête à laquelle tous les Dieux sont conviés. Un seul refuse de s'y rendre : Mot, le dieu de la Mort, qui conteste la royauté de Baal. Leur affrontement couvre la dernière partie du récit. Baal se rend aux Enfers pour tenter de soumettre son nouvel ennemi, mais il ne revient pas, et les autres Dieux le croient alors mort. Son absence provoque l'arrêt de la pluie, et donc la sécheresse, ce qui empêche les hommes de rendre un culte digne à leurs dieux, qui s'en trouvent fort dépourvus. Alors Anat, sœur de Baal, et Chapach, la déesse-Soleil se lancent à la recherche de Baal. Anat se rend aux Enfers, où elle affronte et bat Mot. C'est juste après que Baal réapparaît, sans que l'on sache où il était passé à cause de l'état lacunaire du texte (il était sans doute retenu prisonnier par Mot, avant d'être délivré par Anat). Baal et Mot s'affrontent alors au cours d'un combat épique qui ne voit pas de vainqueur. Finalement, Mot finit par reconnaître la domination de Baal sur la Terre et retourne aux Enfers. Baal est alors sans contestation le Roi des Dieux.

## Interprétation
La signification de ce cycle a été longuement discutée. Le combat contre Mot est un mythe agraire : Baal incarne la pluie, Mot la sécheresse, et la capture de Baal aux Enfers correspond à la saison sèche. Mais cela ne constitue qu'une partie du Cycle, qui était peut-être au départ un mythe indépendant qui a été incorporé dans celui-ci. L'autre grand combat du récit, celui opposant Baal à Yam est situé dans le prolongement de mythes de la Syrie antique opposant le dieu de l'Orage au dieu de la Mer, déjà attesté auparavant par quelques mentions dans des textes pour le dieu amorrite de l'Orage, Addou. Ces récits sont des mythes fondant la royauté du dieu de l'Orage, lui-même pourvoyeur de la royauté sur Terre. Ce cycle apparaît donc comme un récit dédié à la gloire de Baal, dont il décrit l'accession à la Royauté divine, par la victoire du dieu souverain contre des forces du Chaos. Il est à rapprocher du récit de l'Enuma Elish, qui par un processus similaire décrit l'ascension de Mardouk/Bēl au statut de roi des dieux après sa victoire contre Tiamat (qui est justement la Mer). On est donc là en présence d'un fonds commun aux peuples sémitiques du Proche-Orient ancien.